# 33. Bayerische Theatertage Bamberg 2015
Die 33. Bayerischen Theatertage fanden vom 4. Mai bis 23. Mai 2015 in Bamberg statt, das damit zum sechsten Mal nach 1984, 1992, 1999, 2005 und 2011 Gastgeber des größten bayerischen Theaterfestivals war. Damit bleibt Bamberg häufigster Veranstaltungsort der Bayerischen Theatertage.

## Programm
Insgesamt 29 verschiedene Bühnen aus ganz Bayern führten im Rahmen der 33. Bayerischen Theatertage 2015 insgesamt 43 Produktionen aller Art auf. Als Spielstätten dienten vor allem das Große Haus und das Studio des E.T.A.-Hoffmann-Theaters in Bamberg. Die Theatertage endeten am 23. Mai 2015 mit der Verleihung des Publikumspreises.

## Bühnen und Stücke
1. E.T.A.-Hoffmann-Theater Bamberg
  - 04. Mai 2015: Wie im Himmel (Großes Haus)
2. Volkstheater München
  - 05. Mai 2015: Woyzeck (Großes Haus)
3. Landestheater Schwaben Memmingen
  - 05. Mai 2015: Ich wünsch mir eins (Studio)
  - 13. Mai 2015: Kanaan – The Story of Abraham (Großes Haus)
4. Theater an der Rott Eggenfelden
  - 06. Mai 2015: Der Drang (Großes Haus)
5. Landestheater Dinkelsbühl
  - 06. Mai 2015: MarlenePiaf (Studio)
6. Kammerspiele München
  - 07. Mai 2015: Hundeherz (Großes Haus)
7. Metropoltheater München
  - 07. Mai 2015: Schuld und Schein. Ein Geldstück (Studio)
8. TiG - Theater im Gärtnerviertel Bamberg
  - 07. Mai 2015: Multiple Choice (Treff)
9. Landestheater Coburg
  - 08. Mai 2015: Fabian (Großes Haus)
10. Theater Erlangen
  - 08. Mai 2015: Die Leiden des jungen Werther (Studio)
  - 16. Mai 2015: Die Jungfrau von Orleans (Großes Haus)
11. Theater Ansbach
  - 09. Mai 2015: Warten auf Godot (Großes Haus)
12. kleines theater - Kammerspiele Landshut
  - 09. Mai 2015: Der Vorname (Studio)
13. Theater Hof
  - 10. Mai 2015: Des Teufels General (Großes Haus)
  - 13. Mai 2015: Rosen der Liebe (Studio)
14. Theater Augsburg
  - 10. Mai 2015: Michael Kohlhaas (Studio)
  - 11. Mai 2015: Goldland – von Augsburg nach El Dorado (Großes Haus)
  - 19. Mai 2015: Der blaue Stuhl (Treff)
15. Staatstheater Nürnberg
  - 11. Mai 2015: In aller Ruhe (Quietly) (Studio)
  - 15. Mai 2015: „Ich will alles“ – ein LIEDehrlicher Abend (Studio)
16. Stadttheater Fürth
  - 12. Mai 2015: Die bitteren Tränen der Petra von Kant (Großes Haus)
  - 19. Mai 2015: Miriam, ganz in Schwarz (Klassenzimmerstück)
17. Otto-Falckenberg-Schule München
  - 12. Mai 2015: Glow! Box BRD (Studio)
18. Theater Pfütze Nürnberg
  - 12. Mai 2015: 35 Kilo Hoffnung (Treff)
  - 16. Mai 2015: Das Buch von allen Dingen (Studio)
19. Schauburg – Theater der Jugend München
  - 15. Mai 2015: Der Ruf der Wildnis (Großes Haus)
  - 19. Mai 2015: Frosch und die anderen (Studio)
20. Gostner Hoftheater Nürnberg
  - 16. Mai 2015: So lonely (Studio)
21. Mainfranken Theater Würzburg
  - 17. Mai 2015: Der Auftrag (Studio)
  - 22. Mai 2015: Junger Klassiker – Faust Short Cuts (Großes Haus)
22. Chapeau Claque Bamberg
  - 17. Mai 2015: Das hässliche junge Entlein (Werkstatttheater Chapeau Claque)
23. Fränkisches Theater Schloss Maßbach
  - 18. Mai 2015: Tschick (Großes Haus)
24. Theater Mummpitz Nürnberg
  - 18. Mai 2015: Ausgebüxt (Studio)
25. Stadttheater Ingolstadt
  - 18. Mai 2015: Rundgeradekrumm (Foyer)
  - 21. Mai 2015: Die 39 Stufen (Großes Haus)
26. Theater Wasserburg
  - 19. Mai 2015: Käse. Die Komödie des Menschen, Uraufführung (Großes Haus)
27. Staatstheater am Gärtnerplatz München
  - 19. Mai 2015: Ein Schaf fürs Leben (Studio)
  - 20. Mai 2015: Cinderella (Großes Haus)
28. Theaterakademie August Everding
  - 20. Mai 2015: Der Weg zum Glück (Studio)
  - 21. Mai 2015: Arbeitstitel Zenzi (Studio)
29. Theater Regensburg
  - 22. Mai 2015: Der Diener und sein Prinz (Studio)
  - 22. Mai 2015: Bash – Stücke der letzten Tage

## Preisträger

### Allgemein
- 1. Platz: Mainfranken Theater Würzburg für Junger Klassiker – Faust Short Cuts
- 2. Platz: Metropoltheater für Schuld und Schein
- 3. Platz: Stadttheater Ingolstadt für Die 39 Stufen

### Jugendjury
- 1. Platz: Landestheater Coburg für Fabian
- 2. Platz: Theater Pfütze für Das Buch von allen Dingen
- 3. Platz: Theater Hof für Des Teufels General